# Léonard Autié
Léonard-Alexis Autié, también Autier (c. 1751 - 20 de marzo de 1820), a menudo denominado simplemente Monsieur Léonard, fue el peluquero favorito de la reina María Antonieta y en 1788-1789 fue el fundador del Théâtre de Monsieur, el primer teatro de Francia que mantuvo un repertorio de ópera italiana durante todo el año.

## Biografía
Nacido en la ciudad de Pamiers, en Occitania, al suroeste de Francia, era hijo de Alexis Autié y Catherine Fournier, que eran empleados domésticas. Pasó una temporada en Burdeos, donde empezó a trabajar como peluquero.
En 1769 se trasladó a París, donde comenzó a peinar a Julie Niébert, actriz del Théâtre de Nicolet. Sus inusuales peinados comenzaron a llamar inmediatamente la atención, y pronto peinó el cabello de mujeres de la nobleza, incluida Madame du Barry, amante de Luis XV y la marquesa de Langeac, dama de honor de la delfina María Antonieta. En 1772 se había convertido en el estilista de la princesa.
En enero de 1774, a petición de María Antonieta, Autié y Rose Bertin (su modista) resucitaron la revista de moda francesa, el Journal des Dames . La princesa financió la empresa y la baronesa de Prinzen, desesperada financieramente, aceptó prestar su nombre al proyecto como "editora gerente". El primer número de la revista fue muy elogioso con la vestimenta y el peinado de la princesa. También presentaba un nuevo peinado inventado por Mademoiselle Bertin, el ques-a-co ("¿Qué es esto?"), que consta de tres plumas en la parte posterior de la cabeza, con una forma parecida a un signo de interrogación. Pronto fue usado por todas las princesas de la corte, e incluso por la amante del rey, Madame du Barry. Aunque Léonard y Rose eran "como dos buenas hermanas", Léonard no pudo evitar sentir un poco de celos y pronto inventó el Pouf, que fue usado por primera vez en abril de 1774 por la duquesa de Chartres, pero pronto fue adoptado por María Antonieta., quien lo popularizó.

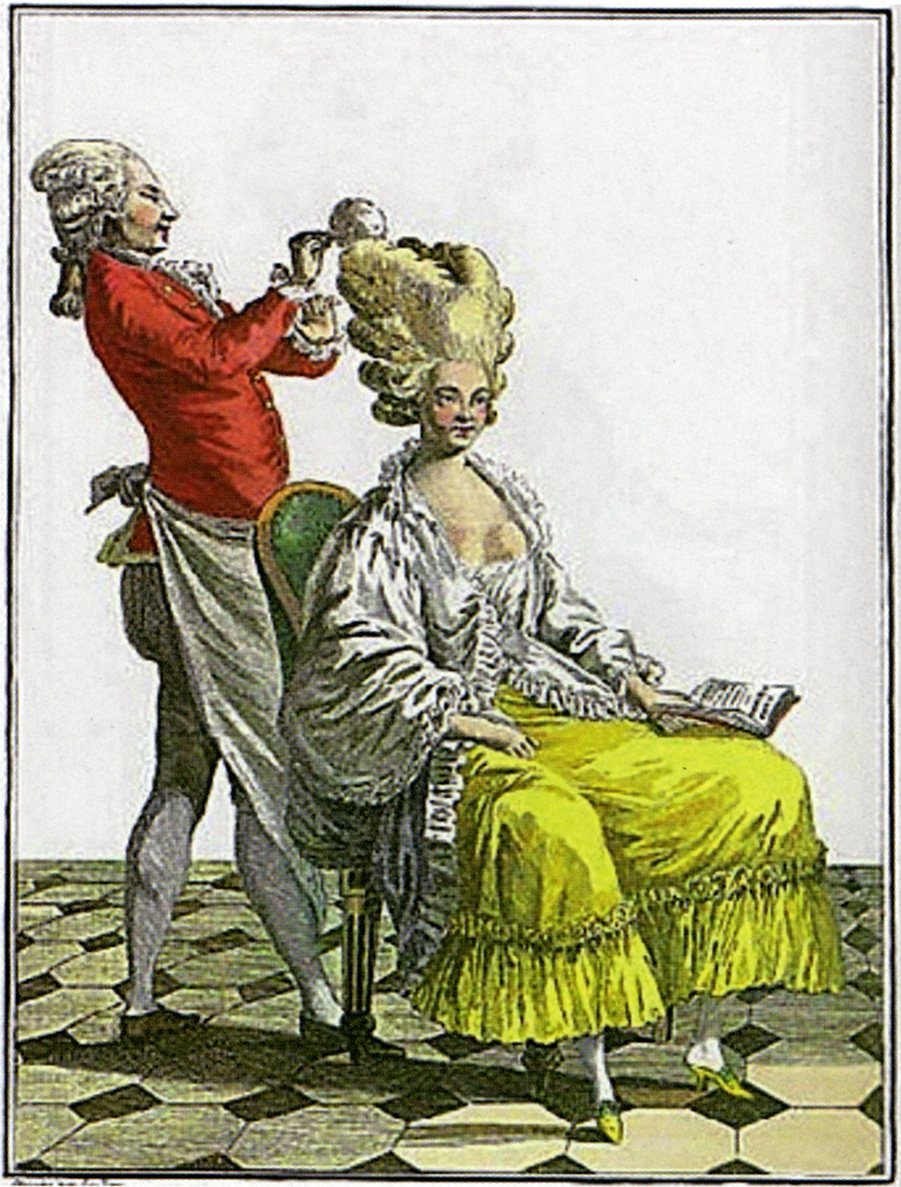
Leonardo en el trabajo

El éxito de Autié le permitió establecer una escuela y un estudio de peluquería, la Académie de coiffeur ("una virtual Casa de Léonard"), que definitivamente se ubicó en la Rue de la Chaussée-d'Antin en París. A esta empresa se uneron sus dos hermanos, Pierre y Jean-François. Jean-François y su primo Villanou también trabajaron como peluqueros en la casa de María Antonieta, mientras que Pierre trabajaba para la hermana del rey, Madame Isabel. Aprovechando la fama de su hermano, Pierre y Jean-François también utilizaron el nombre Léonard, creando mucha confusión entre los historiadores posteriores.
En 1787, Léonard-Alexis había acumulado suficiente riqueza como para ganarse la vida sin necesidad de dedicarse a peinar, aunque todavía se llamaba Coiffeur de la Reine (Peluquero de la Reina) y peinaba a María Antonieta por encargo para ocasiones especiales, como galas y bailes. Su hermano menor, Jean-François, se encargaba de peinarla a diario y también asumió el cargo de director de la Academia de peluquería .

## Théâtre de Monsieur
María Antonieta era muy aficionada a la ópera, especialmente a la ópera italiana. Había apoyad los esfuerzos de Jacques de Vismes, director de la Academia Real de Música (Ópera de París), para producir óperas italianas en numerosas ocasiones desde junio de 1778 hasta marzo de 1780, y también los de Mademoiselle Montansier, directora del Théâtre de Versailles, para importar la compañía italiana del King's Theatre de Londres, para una exitosa temporada de ópera buffa a finales del verano de 1787.
Con el apoyo de María Antonieta, Léonard pronto comenzó una nueva carrera como empresario de ópera. Al no disponer de capital suficiente, se asoció con Montansier, quien aportó 100.000 libras para la empresa. La responsabilidad de ser un mecenas real del teatro recaía trandicionalmente en el mayor de los hermanos menores del rey reinante, a quien se refería como Monsieur. El conde de Provenza (el futuro Luis XVIII ) no estaba especialmente interesado en la ópera y no financió el nuevo teatro ni participó de forma directa, pero sí permitió que se utilizara su nombre. Por tanto, el nuevo teatro se llamaría Théâtre de Monsieur . Sin embargo, Montansier y Léonard pronto tuvieron un gran desacuerdo. Léonard era muy ambiciono y quería presentar cuatro géneros: ópera francesa, ópera italiana, obras de teatro francesas y <i id="mweQ">Vaudevilles à caractères</i>, mientras que Montansier quería centrarse en la ópera italiana y la formación de una compañía permanente de cantantes italianos de primer nivel. Finalmente accedió a retirarse, pero sólo si le devolvían devolvían la totalidad de su inversión de 100.000 libras y una anualidad vitalicia de 20.000 libras al año. Léonard recurrió al violinista italiano Giovanni Viotti, que también estaba al servicio de María Antonieta. Viotti pudo aportar algo de dinero, pero no la cantidad total. Léonard y Viotti finalmente convencieron a Montansier de que aceptara 40.000 libras más la anualidad. Posteriormente abriría su propio teatro en París para competir con el Théâtre de Monsieur.
El 7 de abril de 1788 se le concedió la propiedad exclusiva del privilegio de gestionar el teatro por un plazo de 30 años. El 28 de mayo se formó una sociedad de inversores con un consejo de administración compuesto principalmente por abogados y notarios. El 18 de junio, el periódico londinense The Times informó: "Inteligencia parisina, París 9 de junio. Leonard, el peluquero de la reina, obtuvo la patente para la ópera cómica que se construirá en Luxemburgo. Cherubini y Viotti serán los ostensibles directivos." De hecho, se consideraron los Jardines de Luxemburgo como lugar para el nuevo teatro, pero el Théâtre des Tuileries fue el finalmente seleccionado. El compositor italiano Luigi Cherubini no participó inmediatamente, pero se unió más tarde a la empresa. El Théâtre de Monsieur se inauguró el 26 de enero de 1789 y tuvo un gran éxito de público. Se ganó la distinción de ser el primer teatro francés en producir ópera italiana durante todo el año. Los gastos siempre parecían exceder los ingresos, y pronto Léonard se encontró en dificultades financieras, pero fueron otros acontecimientos fuera de su control los que resultaron más críticos para su eventual retirada del proyecto.

## Revolución Francesa
En junio de 1791, su hermano Jean-François Autié acompañó al duque de Choiseul durante la huida de la familia real a Varennes. Después del arresto de la familia real, Jean-François se fue al extranjero y allí se le unió Leónard-Alexis. Después de tres meses, Léonard-Alexis regresó a París. A medida que avanzaba la Revolución y se deterioraba la situación de quienes estaban asociados con la reina María Antonieta, Léonard-Alexis abandonó Francia nuevamente (probablemente a finales de junio de 1792) y finalmente se dirigió a Rusia. Jean-François permaneció en Francia y, debido a su implicación en la huida a Varennes, fue guillotinado el 25 de julio de 1794. Léonard-Alexis no regresó a Francia hasta 1814, después de que Luis XVIII fuera restaurado en el trono.
Léonard-Alexis Autié murió en París en 1820.

## Vida personal
Léonard-Alexis Autié contrajo matrimonio en París hacia 1779. Se sabe que tuvo su primera hija, Marie Anne Elisabeth en 1781 y que fue bautizada el 13 de septiembre de ese mismo año en la iglesia de San Eustaquio. El documento de bautismo identifica a su esposa como Marie Louise Adélaïde Jacobie Malacrida, que era hija de Jacques Malacrida, officier de bouche (ayudante de cocina) del Conde de Artois. Una segunda hija, Louise Françoise Alexandrine, nació el 6 de enero de 1786 y fue bautizada el 8 de enero con Jean-François Autié como padrino y su abuela materna, Louise Catherine Malacrida, como madrina. Una tercera hija, Fanny, nació alrededor de 1789, y un hijo, Auguste-Marie, el 27 de noviembre de 1790. Cuando Léonard-Alexis huyó de Francia, su esposa se negó a seguirlo y obtuvo el divorcio el 17 de julio de 1794. Cuando murió en 1820, no dejó testamento y sus dos hijos supervivientes, Alexandrine y Fanny, compartieron 716 francos y una pequeña colección de joyas, la más importante de la cuales era un broche en forma de ave del paraíso valorado en 3 francos. que se presume recibió por sus servicios a María Antonieta.
Sus supuestas memorias fueron publicadas póstumamente en 1838 por Alphonse Levavaseur en París como Souvenirs de Léonard, coiffeur de la reine Marie-Antoinette. La autenticidad de este libro está en disputa, su autoría real ha sido atribuida a Louis-François L'Héritier o Étienne-Léon de Lamothe-Langon.

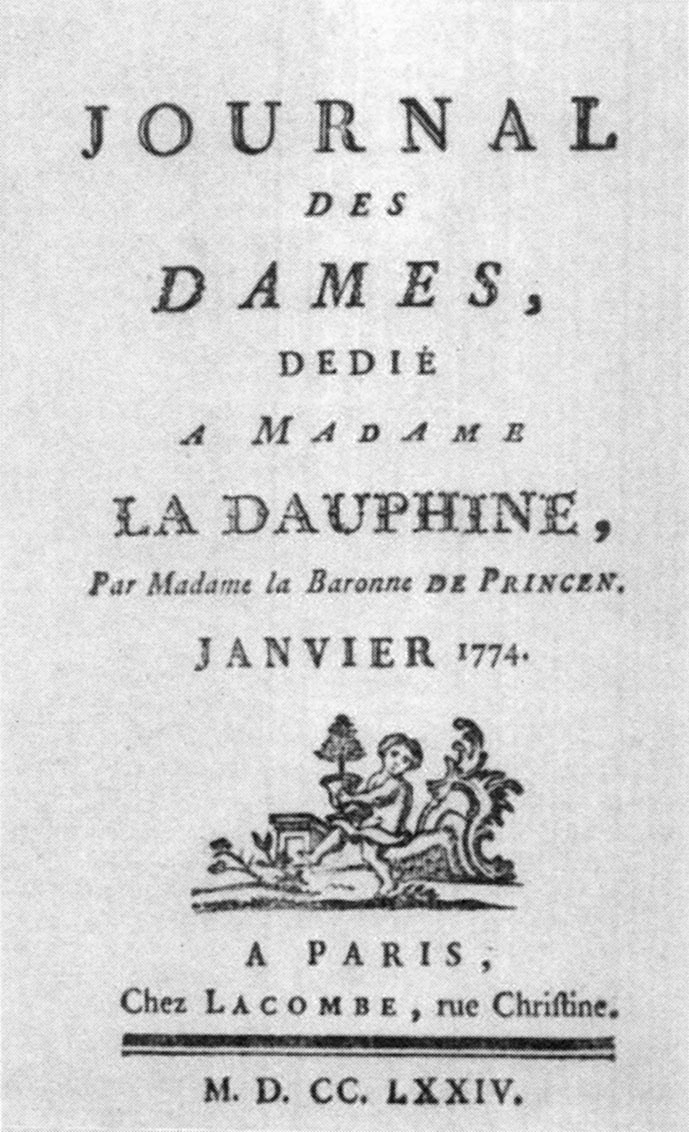
Journal des Dames, 1774
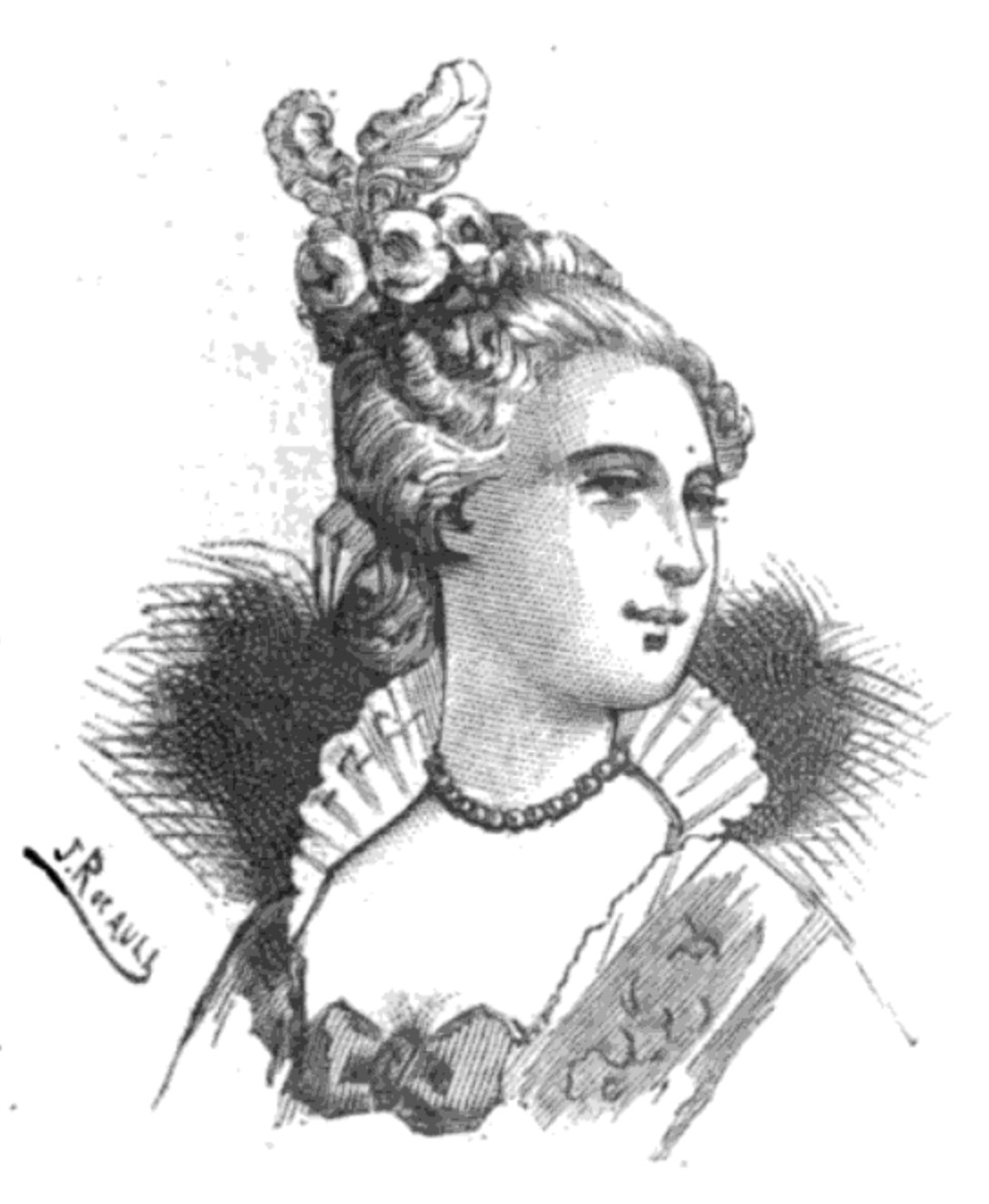
El peinado ques-à-co,
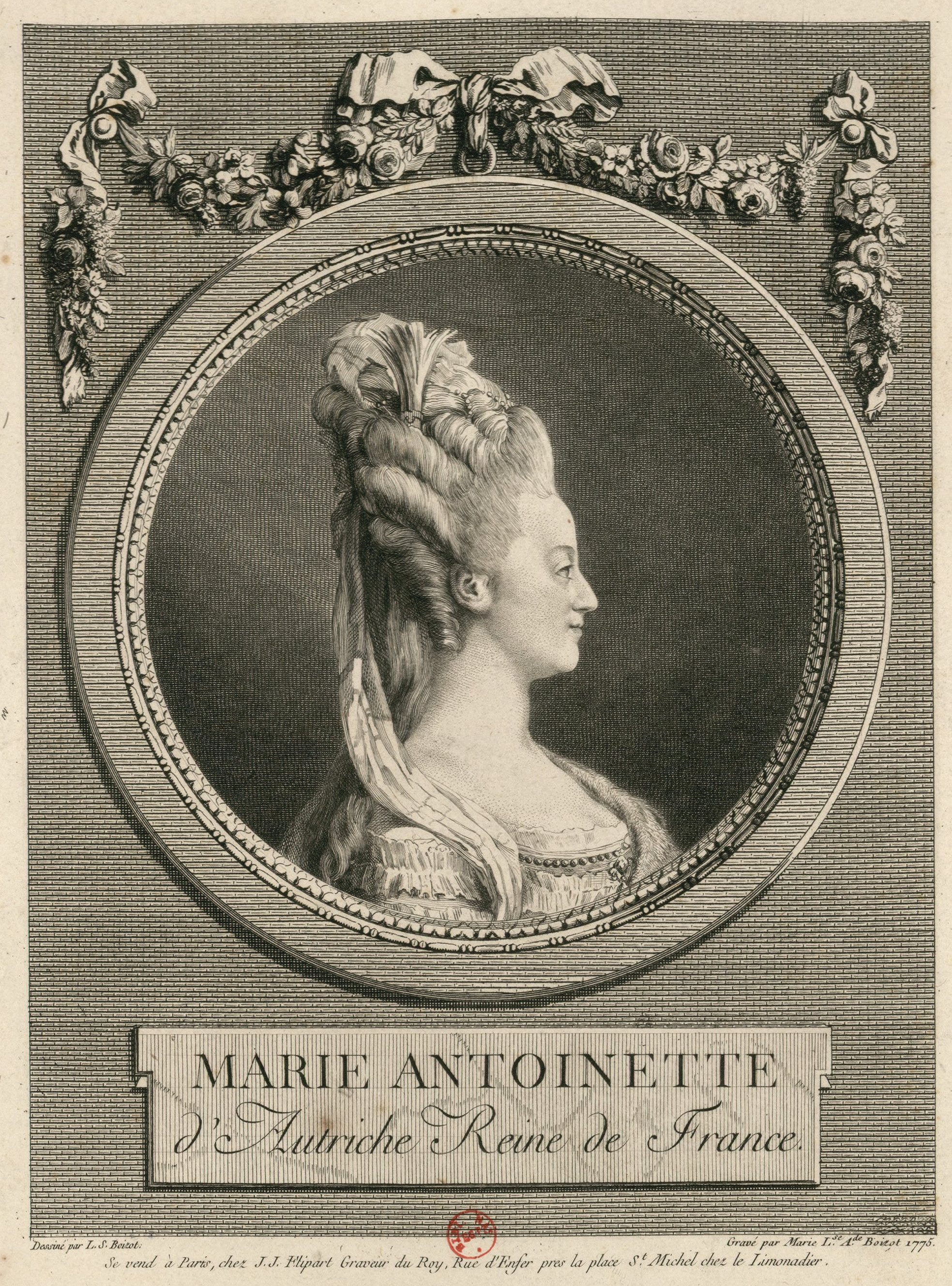
El coiffure à la Zephyr de Marie-Antoinette

creado por Rose Bertin
- El coiffure à la Zephyr

de Marie-Antoinette